# Fercé
Fercé est une commune de l'Ouest de la France, située dans le département de la Loire-Atlantique, en région Pays de la Loire.
L'histoire du village est marquée par son appartenance à la Bretagne historique. Après 1202, Fercé est le siège d'une vicomté dépendante de la baronnie de Vitré. L'exploitation d'une verrerie réputée à partir du XVIe siècle jusqu'au XIXe siècle est la seule activité économique s'écartant de la vocation agricole de la commune. Celle-ci a connu un déclin démographique depuis le milieu du XIXe siècle, enrayé à partir des années 1980.

## Géographie

### Situation

Situation de la commune de Fercé dans le département de la Loire-Atlantique.

Fercé est situé à 9 km au nord de Châteaubriant, à 40 km au sud-est de Rennes, à 65 km au nord-est de Nantes et à 74 km au nord-ouest d'Angers. Les communes limitrophes sont Soulvache, Rougé et Noyal-sur-Brutz en Loire-Atlantique, Martigné-Ferchaud et Thourie en Ille-et-Vilaine.
| Thourie (Ille-et-Vilaine) Semnon | Martigné-Ferchaud (Ille-et-Vilaine) Semnon | Martigné-Ferchaud (Ille-et-Vilaine)           |
| Soulvache                        | Fercé                                      | Martigné-Ferchaud (Ille-et-Vilaine) Anguillée |
| Rougé                            | Rougé Brutz                                | Noyal-sur-Brutz Brutz                         |

### Relief
Située sur la commune de Fercé, la colline de la Bretèche, d'une altitude de 116 mètres (source carte IGN), est le point culminant du département de la Loire-Atlantique. La forêt de Javardan culmine, et au nord comme au sud le terrain descend vers les vallées du Semnon et de la Brutz.

### Hydrographie
La commune est longée au nord par le Semnon, au sud par la Brutz, à l'est par le ruisseau l'Anguillée. D'autres ruisseaux moins importants existent, et plusieurs étang parsèment le territoire de la commune.

### Climat
Le climat est de type océanique. Il est caractéristique des départements de l'ouest de la France situé en bordure Atlantique. Les pluies sont fréquentes mais peu intenses. Les températures sont douces avec des variations relativement modérées. Les températures maximales moyennes annuelles sont voisines de 16 °C tandis que les températures minimales moyennes annuelles sont entre  6  et   7 °C.
Le tableau ci-dessous indique les températures et les précipitations pour l'année 2007  selon les données de la ville de Rennes, distante de 40 kilomètres à vol d'oiseau :
| Mois                                   | J    | F    | M    | A    | M    | J    | J    | A    | S    | O    | N    | D    |
| -------------------------------------- | ---- | ---- | ---- | ---- | ---- | ---- | ---- | ---- | ---- | ---- | ---- | ---- |
| Températures maximales (°C)            | 8,1  | 9,4  | 12,3 | 14,7 | 18,4 | 21,5 | 23,8 | 23,6 | 21,1 | 16,7 | 11,7 | 9    |
| Températures minimales (°C)            | 2,2  | 2,5  | 4    | 5,4  | 8,5  | 11,2 | 13,1 | 13,1 | 11,2 | 8,3  | 4,9  | 3,2  |
| Températures moyennes (°C)             | 5,2  | 5,9  | 8,2  | 10,1 | 13,4 | 16,4 | 18,5 | 18,3 | 16,2 | 12,5 | 8,3  | 6,1  |
| Précipitations (hauteur moyenne en mm) | 61,3 | 52,3 | 49,3 | 45,1 | 58,1 | 46,4 | 42,6 | 47,3 | 56,6 | 63,8 | 68,4 | 69,1 |
| Source: Météo France et Lameteo.org    |      |      |      |      |      |      |      |      |      |      |      |      |

Le tableau ci-dessous indique les records de températures minimales et maximales :
| Mois                                | J     | F     | M    | A    | M    | J    | J    | A    | S    | O    | N    | D     |
| ----------------------------------- | ----- | ----- | ---- | ---- | ---- | ---- | ---- | ---- | ---- | ---- | ---- | ----- |
| Températures maximales records (°C) | 16,8  | 19,8  | 23,1 | 28,7 | 30,8 | 36,3 | 38,4 | 39,5 | 34,8 | 27,8 | 20,2 | 17,6  |
| Années des températures maximales   | 2003  | 1990  | 1965 | 1945 | 1953 | 1976 | 1949 | 2003 | 1961 | 1945 | 1993 | 1953  |
| Températures minimales records (°C) | -14,7 | -11,2 | -7,3 | -3,2 | -1,2 | 2,2  | 5,5  | 4    | 1,9  | -4,6 | -7,5 | -12,6 |
| Années des températures minimales   | 1985  | 1948  | 2005 | 1984 | 1945 | 1962 | 1972 | 1956 | 1972 | 1947 | 1955 | 1964  |
| Source: Insee et Lameteo.org        |       |       |      |      |      |      |      |      |      |      |      |       |

## Urbanisme

### Typologie
Au 1er janvier 2024, Fercé est catégorisée commune rurale à habitat très dispersé, selon la nouvelle grille communale de densité à sept niveaux définie par l'Insee en 2022.
Elle est située hors unité urbaine. Par ailleurs la commune fait partie de l'aire d'attraction de Châteaubriant, dont elle est une commune de la couronne,. Cette aire, qui regroupe 20 communes, est catégorisée dans les aires de moins de 50 000 habitants,.

### Occupation des sols
L'occupation des sols de la commune, telle qu'elle ressort de la base de données européenne d’occupation biophysique des sols Corine Land Cover (CLC), est marquée par l'importance des territoires agricoles (80,1 % en 2018), une proportion sensiblement équivalente à celle de 1990 (80,8 %). La répartition détaillée en 2018 est la suivante : 
prairies (38,3 %), zones agricoles hétérogènes (27,2 %), forêts (16,4 %), terres arables (14,5 %), mines, décharges et chantiers (2,3 %), zones urbanisées (1,2 %). L'évolution de l’occupation des sols de la commune et de ses infrastructures peut être observée sur les différentes représentations cartographiques du territoire : la carte de Cassini (XVIIIe siècle), la carte d'état-major (1820-1866) et les cartes ou photos aériennes de l'IGN pour la période actuelle (1950 à aujourd'hui).

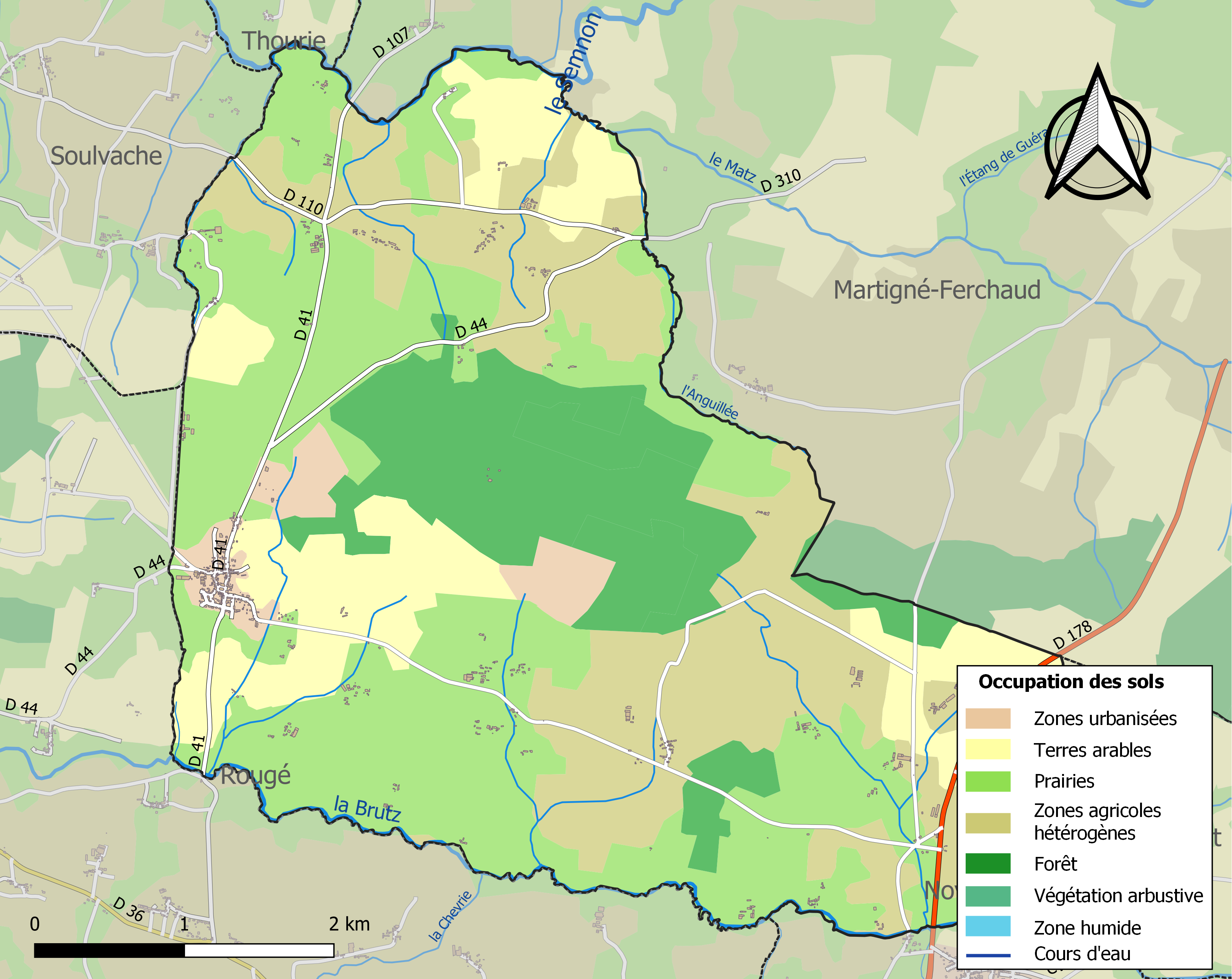
Carte des infrastructures et de l'occupation des sols de la commune en 2018 (CLC).

## Toponymie
Fercé est désigné sous le nom de Fertiacum dans une charte de Louis VI le Gros, vers 1123,.
Fercé possède un nom en gallo, la langue d'oïl locale, écrit Fercë selon l'écriture ABCD, ou Fèrçë selon l'écriture MOGA. En gallo, le nom de la commune se prononce [fɛʁsə].
La forme bretonne proposée par l'Office public de la langue bretonne est Ferreg.

## Histoire
La vicomté de Fercé date de 1202. C'est une ancienne juveigneurie de la baronnerie de Vitré, qui dépend du duché de Bretagne. Les vicomtes de Fercé demeurent dans la maison de La Jaunière pendant plusieurs siècles. Les seigneurs de Fercé ont droit de haute, moyenne et basse justices. Leur juridiction s'étend sur les paroisses de Fercé, Noyal-sur-Brutz et Villepot. Les liens entre la vicomté et Vitré disparaissent peu à peu, et la seigneurie de Fercé rend directement hommage au duc de Bretagne puis au roi de France.
Vers le milieu du XVIe siècle les seigneurs de Fercé créent une verrerie dans le bois de Javardan.
Cet établissement a une belle réputation. Il ferme ses portes au milieu du XIXe siècle. Les Massari, famille de verriers, sont anoblis et prennent pour nom « de Massar ». Leur particule disparaît après la Révolution, pour devenir Massar.
Parmi les habitants remarquables de la commune, la famille Du Boispéan qui remonte au XIIIe siècle, ou le docteur Bonelle, de Fercé, qui fonde un hôpital à La Tourière, à Noyal-sur-Brutz.

## Politique et administration

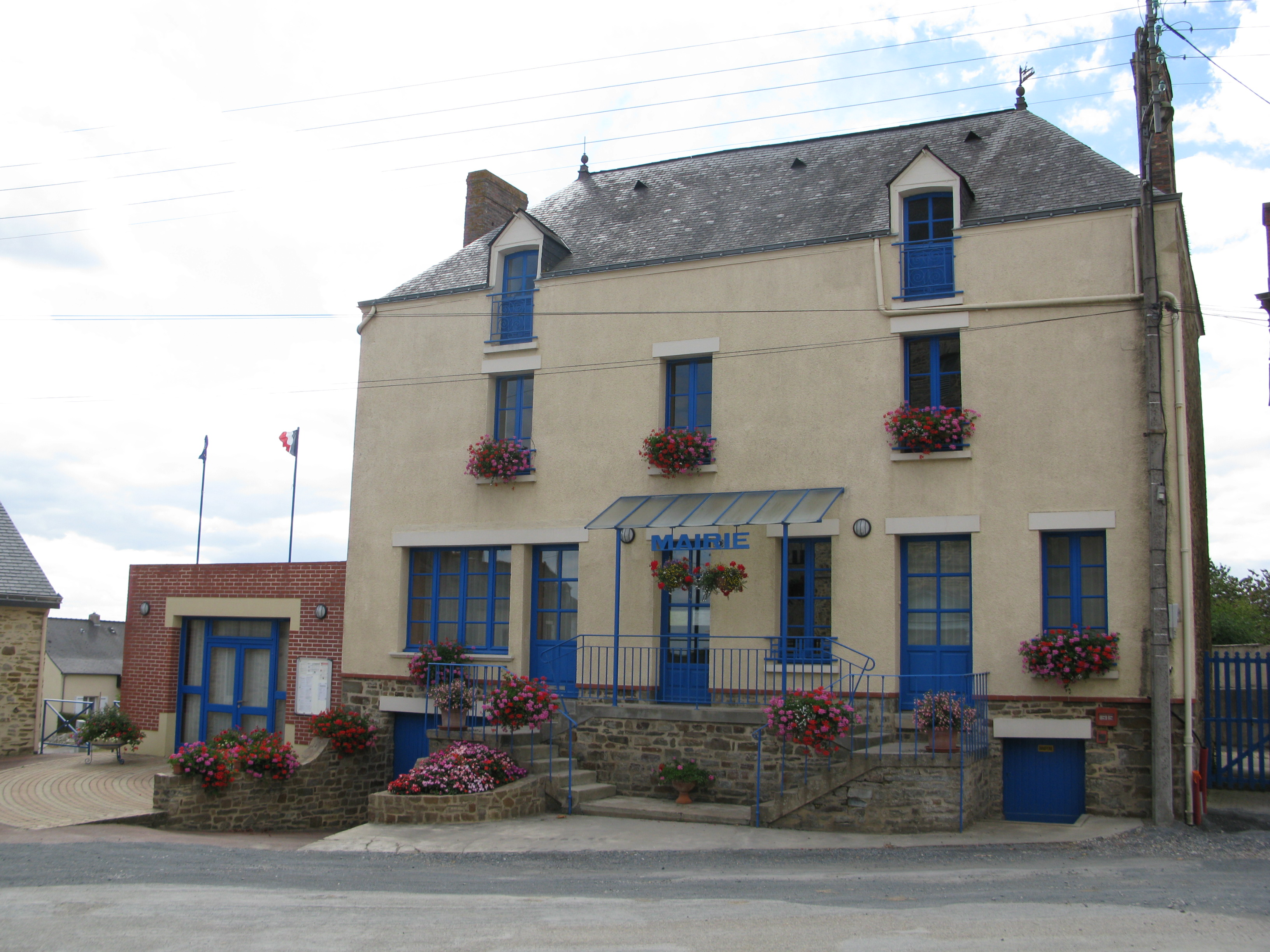
La mairie.

Fercé est située dans le canton et l'arrondissement de Châteaubriant-Ancenis, dans le département de la Loire-Atlantique (région Pays de la Loire). Comme pour toutes les communes françaises comptant entre 100 et 500 habitants, le conseil municipal est constitué de onze membres en 2011.

### Liste des maires
| Période                                  | Période      | Identité                   | Étiquette     | Qualité                   |
| ---------------------------------------- | ------------ | -------------------------- | ------------- | ------------------------- |
| 1919                                     | 1944         | Vicomte Pierre du Boispéan |               |                           |
| 1945                                     | 1947         | Albert Dubois              |               |                           |
| 1947                                     | 1953         | Joseph Bremont             |               |                           |
| 1953                                     | 1965 (décès) | Marcel Letournel           |               |                           |
| 1965                                     | 1971         | Etienne Havard             |               |                           |
| 1971                                     | 1983         | Georges Plessis            |               |                           |
| 1983                                     | 1995         | Henri Baron                |               |                           |
| 1995                                     | mars 2008    | Yannick Massard            | Divers gauche |                           |
| mars 2008                                | 2020         | Noël Jouan                 |               | cadre commercial retraité |
| 2020                                     | En cours     | Alain Le Tolguennec        |               |                           |
| Les données manquantes sont à compléter. |              |                            |               |                           |

### Intercommunalité
Fercé est membre de la communauté de communes du Castelbriantais, qui est constituée de dix-neuf communes regroupées autour de Châteaubriant.

### Jumelages
Au 5 mars 2011, Fercé n'est jumelée avec aucune ville.

## Population et société

### Démographie
Selon le classement établi par l'Insee, Fercé fait partie de l'aire urbaine, de la zone d'emploi et du bassin de vie de Châteaubriant. Elle n'est intégrée dans aucune unité urbaine. Toujours selon l'Insee, en 2010, la répartition de la population sur le territoire de la commune était considérée comme « très peu dense » : 12 % des habitants résidaient dans des zones « peu denses » et 88 % dans des zones « très peu denses ».

#### Évolution démographique
L'évolution du nombre d'habitants est connue à travers les recensements de la population effectués dans la commune depuis 1793. Pour les communes de moins de 10 000 habitants, une enquête de recensement portant sur toute la population est réalisée tous les cinq ans, les populations de référence des années intermédiaires étant quant à elles estimées par interpolation ou extrapolation. Pour la commune, le premier recensement exhaustif entrant dans le cadre du nouveau dispositif a été réalisé en 2007.

En 2022, la commune comptait 502 habitants, en évolution de +3,93 % par rapport à 2016 (Loire-Atlantique : +6,68 %, France hors Mayotte : +2,11 %).
| 1793 | 1800 | 1806 | 1821 | 1831 | 1836 | 1841 | 1846 | 1851 |
| ---- | ---- | ---- | ---- | ---- | ---- | ---- | ---- | ---- |
| 680  | 661  | 713  | 822  | 729  | 798  | 837  | 763  | 914  |

| 1856 | 1861 | 1866 | 1872 | 1876 | 1881 | 1886 | 1891 | 1896 |
| ---- | ---- | ---- | ---- | ---- | ---- | ---- | ---- | ---- |
| 964  | 994  | 960  | 897  | 937  | 914  | 917  | 902  | 864  |

| 1901 | 1906 | 1911 | 1921 | 1926 | 1931 | 1936 | 1946 | 1954 |
| ---- | ---- | ---- | ---- | ---- | ---- | ---- | ---- | ---- |
| 838  | 823  | 773  | 726  | 743  | 729  | 660  | 691  | 644  |

| 1962 | 1968 | 1975 | 1982 | 1990 | 1999 | 2006 | 2007 | 2012 |
| ---- | ---- | ---- | ---- | ---- | ---- | ---- | ---- | ---- |
| 561  | 545  | 501  | 459  | 499  | 517  | 485  | 481  | 501  |

| 2017 | 2022 | - | - | - | - | - | - | - |
| ---- | ---- | - | - | - | - | - | - | - |
| 474  | 502  | - | - | - | - | - | - | - |

#### Pyramide des âges
La population de la commune est relativement jeune.
En 2018, le taux de personnes d'un âge inférieur à 30 ans s'élève à 34,6 %, soit en dessous de la moyenne départementale (37,3 %). À l'inverse, le taux de personnes d'âge supérieur à 60 ans est de 24,6 % la même année, alors qu'il est de 23,8 % au niveau départemental.
En 2018, la commune comptait 244 hommes pour 231 femmes, soit un taux de 51,37 % d'hommes, largement supérieur au taux départemental (48,58 %).
Les pyramides des âges de la commune et du département s'établissent comme suit.
| Hommes | Classe d’âge | Femmes |
| ------ | ------------ | ------ |
| 0,8    | 90 ou +      | 0,4    |
| 7,4    | 75-89 ans    | 8,7    |
| 17,0   | 60-74 ans    | 14,8   |
| 23,5   | 45-59 ans    | 22,6   |
| 18,5   | 30-44 ans    | 16,8   |
| 16,0   | 15-29 ans    | 13,0   |
| 16,8   | 0-14 ans     | 23,7   |

| Hommes | Classe d’âge | Femmes |
| ------ | ------------ | ------ |
| 0,6    | 90 ou +      | 1,8    |
| 6      | 75-89 ans    | 8,6    |
| 15,1   | 60-74 ans    | 16,4   |
| 19,4   | 45-59 ans    | 18,8   |
| 20,1   | 30-44 ans    | 19,3   |
| 19,2   | 15-29 ans    | 17,4   |
| 19,5   | 0-14 ans     | 17,6   |

## Économie
En 2011, la Mairie recense 24 établissements actifs sont recensés à Fercé : deux dans l'industrie, cinq dans la construction, deux dans le commerce et quinze dans le service. La commune héberge une zone à vocation artisanale qui s’étend sur 2 hectares.
En 1er janvier 2009, l'Insee en recensait 22, trois dans l'industrie, cinq dans la construction, onze dans le commerce et le service et trois dans l'administration, l'enseignement.
L'Insee recensait à la même date trente exploitations agricoles. Ce nombre diminue régulièrement. En 1988 il était de 56, en 2000 de 36. À l'inverse la superficie exploitée est passée de 1 566 hectares en 1988 à 2 033 hectares en 2000. L'élevage bovin reste stable, passant de 1 921 bêtes en 1988 à 2 033 en 2000.
Depuis 1950 le grès est extrait sur la commune. En 1980, 600 tonnes sont extraites chaque jour. Le site de la Grée, épuisé, est devenu un centre d'enfouissement. Le gisement actif est situé à La Fourcherie.

## Équipements et services

### Santé
Il n'y a pas de médecin ou d'infirmier à Fercé, les plus proches sont situés à Rougé. Un centre hospitalier est installé à Châteaubriant.

### Enseignement
Fercé dépend de l'académie de Nantes. Il a une école publique dans la commune, l'école Jean-de-La-Fontaine. Les collèges et les lycées se situent à Châteaubriant,,,,,.

## Vie sociale
La petite taille démographique de la commune n'empêche pas que s'y déroulent plusieurs manifestations : un vide-grenier, un concours de pêche (à l’étang du Boispéan), du théâtre amateur, et des randonnées pédestres  hebdomadaires encadrées de mai à mi-août.

## Patrimoine

### Lieux et monuments

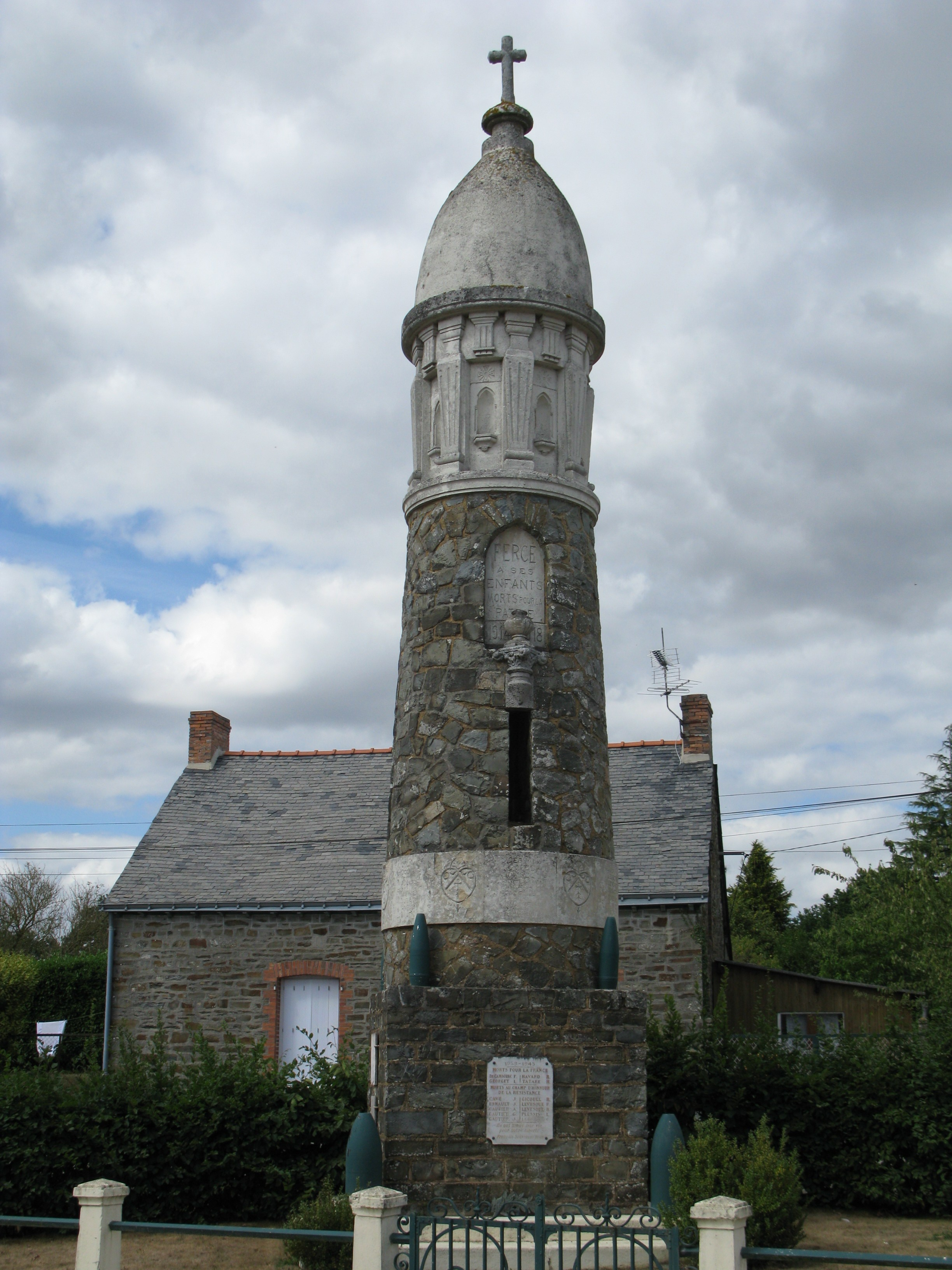
Le monument aux morts

Le château du Boispéan à toujours appartenu à la famille du même nom. Il a été bâti au XVIIe siècle en grès et en schiste. Y figure un blason sculpté très ancien.
En 1893 des douves sont comblées autour du logis de la Héraudière, ce qui laisse à penser qu'un château a dû précéder l'actuelle bâtisse. Celle-ci, en pierre et schiste, est caractéristique du XVIIe siècle. Elle présente en effet des portes basses, des murs épais élargis à la base et des fenêtres à meneaux.
L'église, reconstruite en 1702 et agrandie en 1850, est dotée d'un clocher du XVIIe siècle qui abrite une cloche de 1572. Ce clocher, d'architecture différente de celle habituellement rencontrée dans la région, possède une charpente ouvragée. Dans l'église, la chaire (début XVIIIe siècle) est de style baroque, en bois peint et sculpté. Le retable (début XVIIIe siècle), orné de deux tableaux datant de 1828 de François Donné, représentant l'assomption de la Vierge et le baptême du Christ (il existe un autre baptême du Christ du même auteur dans la cathédrale de Nantes). Le chœur (XVIIIe siècle) dispose d'un baldaquin baroque en bois, décoré de guirlandes et de volutes.
Le monument aux morts, la lanterne des morts, érigé en 1921 à la mémoire des morts de la guerre 1914-1918. En forme de lanterne ou d'obus pour certains.

### Héraldique
| Juigné-des-Moutiers | De gueules fretté d'hermine. Armoiries de la famille de Coësmes (sceau de 1270), puis de la vicomté de Fercé. L'hermine évoque le blasonnement d'hermine plain de la Bretagne, rappelant l'appartenance passée de la ville au duché de Bretagne. Blason (délibération municipale du 27 octobre 1978) enregistré le 15 novembre 1978. |